# Alonso Jerónimo de Salas Barbadillo
Alonso Jerónimo de Salas Barbadillo (n. Madrid; 29 de julio de 1581-f. ibídem; 10 de julio de 1635) fue un narrador, dramaturgo y poeta español perteneciente al barroco del Siglo de Oro.

## Biografía
Nació en el barrio madrileño de la Morería, parroquia de San Andrés, primero de los ocho hijos que llegaron a tener el licenciado Diego de Salas Barbadillo y María de Porras. Su padre había vivido en América, y en Madrid era solicitador de los negocios de Nueva España, algo así como un agente comercial de los productos de Ultramar, por lo que la situación económica de la familia era bastante desahogada; estuvo muy involucrado en la causa de canonización de San Isidro, aunque las raíces de su linaje se hallaban en dos localidades de Burgos: Salas de los Infantes y Barbadillo del Mercado, a una legua del anterior. Alonso estudió primeras letras en su ciudad natal y Filosofía en Alcalá de Henares durante dos años (1598 y 1599), como declara en su póstuma Corona del Parnaso y plato de las Musas (1635), donde además se extiende sobre otros detalles de su historia familiar. Con motivo del traslado de la Corte a Valladolid en 1601, se mudó con su familia a dicha ciudad y allí acabó de estudiar derecho canónico ("en su universidad doctísima estudié los sagrados cánones y recibí el primer laurel") y se dedicó a la cosmografía. Como su padre falleció en 1603 se hizo cargo del negocio paterno en calidad de hijo mayor; pero, como él mismo declaró, no era esa su inclinación y terminó abandonándolo por la literatura y la bohemia, algo que se podía permitir a causa de la sustanciosa herencia que había recibido. En efecto, existe documentación que acredita que en 1603 y 1604 ya había solicitado privilegios para imprimir una colección de poesías suyas que no llegó a la estampa. Frecuentó pues los círculos y academias literarias, amistando en especial con Pedro Liñán de Riaza y con Miguel de Cervantes, entre otros, de forma que fue incluido en Flores de poetas ilustres (1605), antología de los principales poetas de su tiempo; es más, en 1608 ingresó en la muy intelectual Congregación de Esclavos del Santísimo Sacramento en el Oratorio del Olivar junto con escritores de la talla de Miguel de Cervantes, Lope de Vega, Pedro Calderón de la Barca, Vicente Espinel y Francisco de Quevedo. Y en 1609 imprimió su primera obra en solitario, un poema heroico en doce libros titulado Patrona de Madrid restitoyda, que describe el descubrimiento de la efigie y el comienzo del culto a la Virgen de Atocha; incluye intercalado además un curioso texto cosmográfico, el Tratado poético de la esfera. Desde entonces su producción literaria se incrementó y fue realmente variada y prolija (más de setenta y cinco títulos).
Sin embargo llevaba una vida algo licenciosa y pendenciera: en 1609 tuvo un altercado en que hirió de varias cuchilladas al noble Diego de Persia, siendo sancionado con 50 ducados de multa y un destierro de dos años fuera de Madrid; solo cumplió unos meses en Alcalá hasta que fue indultado. Pero no terminaron ahí sus problemas con la justicia: haber escrito unas sátiras ridiculizando a varios jueces, alguaciles y carceleros madrileños le valió un segundo destierro en 1611 que pasó en Zaragoza, donde en 1612 publicó una de sus obras más conocidas, un híbrido de novela picaresca y novela cortesana titulado La hija de la Celestina, que un año después corrigió y republicó con el título de La ingeniosa Elena añadiéndole versos, cuentos y la novelita "El pretendiente discreto". Por demás, en ese mismo año de 1613 el Consejo de Aragón le había encargado censurar las Novelas ejemplares de Cervantes. La obra causó sensación por su descarnada referencia a los ambientes marginales de la sociedad urbana del Siglo de Oro, hasta el punto de que Alonso Fernández de Avellaneda aún aludía a ella en el prólogo que puso a su segunda parte apócrifa del Quijote, intentando atacar asimismo a uno de los mejores discípulos del alcalaíno. Pero la herencia paterna empezaba a consumirse y muchas de las obras que componía tuvieron que esperar a mejor ocasión para ser impresas. Recurrirá entonces al mecenazgo de Juan Andrés Hurtado de Mendoza, marqués de Cañete, a quien dedica sus Rimas castellanas (1618) y La sabia Flora malsabidilla (1621), y a algunos otros nobles; también al del tesorero general de la Santa Cruzada, hijo de un poderoso banquero genovés y aficionado a la poesía Agustín Fiesco; pero estas fuentes terminaron igualmente agotándose. Y aunque tenía sus esperanzas puestas en recuperar unas rentas que se le retenían en Italia mediante un largo pleito que duró nada menos que cuarenta años, al cabo se moriría sin haber recibido nada. Se las arregló sin embargo para publicar en 1623 su colección de novelas cortas Don Diego de noche.
Salas Barbadillo, de vida amorosa bastante agitada, no llegó a casarse nunca y vivió soltero en casa de Magdalena, una de sus hermanas, en la madrileña calle de Toledo. Que Felipe IV lo nombrara su criado y ujier de saleta de la reina alivió un tanto sus estrecheces económicas, sin que nunca a fin de cuentas llegara a desahogarse: vivió sus últimos años en la pobreza y su salud se resintió especialmente desde 1627; según se colige de una alusión de Lope de Vega en El laurel de Apolo, se quedó por entonces sordo. Falleció en casa de su hermana el 10 de julio de 1635. Póstumas aparecieron sus Coronas del Parnaso y platos de las Musas (1635), una especie de Viaje del Parnaso a la manera de su amigo y maestro Miguel de Cervantes, dedicado al Conde-duque de Olivares, donde aparece bajo el nombre de Rodrigo Alonso.

## Obra
Fue un escritor fecundo, que cultivó casi todos los géneros. Destacó en particular como novelista, oficio en el cual mezcló la novela cortesana urbana ambientada en Madrid con elementos picarescos; gustó especialmente de la forma de la novela dialogada y de los contenidos satíricos. Recogió sus novelas cortas en colecciones como Corrección de vicios (1615), que reúne ocho relatos, tres de ellos versificados. El caballero puntual (1614) y las nueve aventuras nocturnas que componen Don Diego de noche (1620), una de sus obras más celebradas, constituyen una modalidad diferente de colección pues se trata de episodios enlazados por las vicisitudes de un personaje, en evolución de la novela picaresca entreverada de novela de aventuras; aquí aparecen ya algunas epístolas satíricas, género que constituye la médula de La estafeta del dios Momo (1627), con sesenta y cuatro de esas epístolas satíricas. Más extensas son El sagaz Estacio, marido examinado (1620), obra autobiográfica que se inspira en las causas de su destierro, y El subtil cordobés Pedro de Urdemalas (1620), de ambiente picaresco.
Una miscelánea de cuentos, poemas y piezas dramáticas es Casa del placer honesto (1620) y novela dialogada es La sabia Flora Malsabidilla (1621), en la que una gitana consigue casarse con un hidalgo extremeño. A esta se parece también su Cortesano descortés (1621). Narración extensa es El necio bien afortunado (1621), que sería traducida al inglés por Philip Ayres y publicada en Londres en 1670 con el título The Fortunate Fool. En Las fiestas de la boda de la incasable malcasada (1622) satiriza a una señorita vanidosa. Pero su obra más famosa es un híbrido de novela picaresca y novela cortesana, La hija de la Celestina o La ingeniosa Elena (1612), que adopta la forma dialogada y posee una protagonista femenina. En esta obra censura todos los defectos y vicios de su época con gracia y soltura, mostrando todos los temas que tratará a lo largo de su vida: la ciudad, el poder del dinero, la traición, la violencia, la hipocresía. Sorprende por su truculencia. La trama baraja una serie de circunstancias viles (prostitución, engaños, robos, huidas), ciudades (Toledo, Madrid, Sevilla) y ambientes (casas nobles, mesones y hampa) en una conjugación violenta pero sumamente entretenida y bien escrita. A esa hibridez se añaden pasiones desenfrenadas, nobles disipados y rufianes criminales, asesinatos, envenenamientos, ocultaciones, abusos, traiciones y maridos pacientes. La protagonista femenina es presentada de manera sistemáticamente negativa, y el texto culmina con su castigo ejemplar. La apicarada Elena es brutalmente ajusticiada, garrotada y lanzada al río Manzanares, mientras que don Sancho, el noble vicioso y violador del que arranca la historia, supuestamente escarmienta debido a ella: «Admirado de tantos engaños como le había pasado con Elena, y mucho más de su miserable fin, propuso de allí adelante vivir honesto casado». Según su editor moderno Enrique García Santo-Tomás, su protagonista «es la hija no sólo de una celestina, sino de una realidad sin escape donde todas las puertas están cerradas». Terminó su carrera con El curioso y sabio Alejandro, fiscal y juez de vidas ajenas, 1634, y Coronas del Parnaso y platos de las Musas, 1635, de aparición póstuma. 
En cuanto a su obra en verso, en 1609 publicó un poema narrativo religioso llamado La patrona de Madrid restituida y reunió sus poesías en Rimas castellanas (1618) y Triunfos de la beata soror Juana de la Cruz (1621). Destaca en especial en el género del epigrama, de los que compuso no menos de 329, así como en el de la ya citada epístola satírica. No experimenta apenas el influjo del culteranismo, que mantiene a raya. Sus sonetos rinden cuentas a los temas más solicitados del barroco desengaño en su época (A Roma, A una mariposa que se quemó en una luz, A los muros de Troya, A las ruinas de Cartago) pero desbordan esa temática para abarcar temas más variados: mitológicos, históricos (Al rey Pedro el Cruel, Al rey Fernando el Católico, Al señor don Juan de Austria, A la muerte de Enrique IV, rey de Francia), a monumentos y obras de arte (El Escorial)... Incluso dedica algunos a animales como las abejas, las hormigas, los cisnes, la tórtola, el gusano de seda, o a árboles como el álamo y el almendro. Sorprende que sean realmente escasos, casi inexistentes, los amorosos: nunca quiso hacer un cancionero petrarquista. Sus silvas se dedican a escribir elementos de la naturaleza (el mar, la primavera, etc.), y también compuso algunos romances.
En su obra teatral hay que destacar los entremeses, algunos de ellos en prosa, entre los que citamos Las aventureras de la Corte y El Prado de Madrid y baile de la capona; otros como La dama sesentona y El buscaoficios o El Caprichoso en su gusto parece ser estaban destinados a la lectura. Entre sus comedias destaca La victoria de España y Francia (Madrid, 1635), drama caballeresco de magia que se escribió para una representación real en la Casa de Campo a cargo de «personas principales» y criados de la reina. Otras obras suyas son El gallardo Escarramán y Los prodigios de amor, incluidas en la novela El sutil cordobés Pedro de Urdemalas (Madrid, 1620). Escribió también, extrañamente, comedias en prosa, como El cortesano descortés y El sagaz Estacio, marido examinado. 
Salas demostró un gran ingenio y dominio de la sátira y aguda penetración en el dibujo de los caracteres viciosos y ridículos, pero su obra se resiente de cierta irregularidad y no llegó a adquirir las dimensiones universales de Cervantes, su maestro, de quien fue un gran amigo y admirador. Fue muy apreciado en el extranjero y muchas de sus obras fueron traducidas al inglés y al francés; La ingeniosa Elena inspiró pasajes del Tartufo de Molière y Les Hypocrites (1655) de Paul Scarron.

## Ediciones de sus obras

### Narrativa
- Patrona de Madrid restitoyda. Poema heroyco, Madrid, 1609, reimpreso en Madrid: A. Marin, 1750.
- La hija de la Celestina, Zaragoza: Viuda de Lucas Sánchez, 1612 y, con el título La hija de Pierres y Celestina, Lérida: Luis Manescal, 1612; reeditada con cambios y el nuevo título de La ingeniosa Elena. Agora de nuevo ilustrada y corregida por su mismo autor, Madrid, 1613 y Madrid: Juan de Berrera, 1614, reimpresa en Milán: Juan Bapt. Bidelo, 1616 y Madrid, 1737. Hay diversas ediciones modernas: la de Joaquín López Barbadillo (Madrid: Tip. Ambrosio Pérez y Compañía, 1907); la de lujo, modernizada y con xilografías y aguafuertes de Pedro Riu, Barcelona: Horta, 1946; otra de Francisco Aguilar Piñal (Madrid: Novelas y cuentos, 1973); José Fradejas Lebrero, Madrid: Instituto de Estudios Madrileños, 1983; Jesús Costa Ferrandis (Lérida: Instituto de Estudios Ilerdenses, 1985); Antonio Rey Hazas (Barcelona: Plaza y Janés, 1986); Madrid: Biblioteca Castro, 2007; Enrique García Santo-Tomás (Madrid: Cátedra, 2008)
- El caballero puntual (Madrid: Miguel Serrano, 1614 y 1619).
- Correccion de vicios. En que Boca de todas verdades toma las armas contra la malicia de los vicios, y descubre los caminos que guían a la virtud (Madrid: Juan de la Cuesta, 1615 y Madrid: Juan de la Cuesta, 1618). Contiene ocho novelas en prosa y verso.
- Segunda parte del caballero puntual, con la comedia de Los prodigios de Amor (Madrid, 1619).
- El cavallero perfecto. En cuyos hechos, y dichos se propone a los ojos vn exemplo moral y politico, digna imitacion de los nobles, y necessaria para la perfeccion de sus costumbres. A estos reynos juntos en cortes. (Madrid: Juan de la Cuesta, 1620).
- Casa del placer honesto (1620 y Barcelona: Sebastián de Cormellas, y a su costa, 1624.
- El subtil cordobés Pedro de Urdemalas (1620).
- El necio bien afortunado (1621).
- La sabia Flora Malsabidilla (Madrid: Luis Sánchez, 1621), novela dialogada.
- Triunfos de la beata soror Juana de la Cruz (1621).
- Las fiestas de la boda de la incansable malcasada (Madrid: Por la Vda de C. Delgado, á costa de A. de Carrasquilla, 1622).
- Don Diego de noche, Madrid: viuda de Cosme Delgado, a costa de Andrés de Carrasquilla mercader de libros, 1623; Barcelona: E. Liberòs, 1624.
- La estafeta del dios Momo (1627).
- El curioso y sabio Alejandro, fiscal y juez de vidas ajenas (1634) y Madrid: F. X. García, 1753.
- Coronas del Parnaso y Platos de las Musas (Madrid: en la Imprenta del Reino, a costa de la Hermandad, 1635), póstuma.

### Teatro
- El buscaoficios, entremés.
- El Caprichoso en su gusto, entremés.
- La dama sesentona, entremés.
- Las aventuras de la corte, entremés.
- El Prado de Madrid y baile de la capona, entremés.
- La escuela de Celestina y el hidalgo presumido, 1620, comedia en verso.
- La victoria de España y Francia (Madrid, 1635)
- El gallardo Escarramán, incluida en la novela El sutil cordobés Pedro de Urdemalas (Madrid, 1620)
- Los prodigios de amor, incluida en la novela El sutil cordobés Pedro de Urdemalas (Madrid, 1620) y publicada antes con la segunda parte de El caballero puntual (Madrid, 1619).
- El cortesano descortés, comedia en prosa.
- El sagaz Estacio, marido examinado, Madrid: Juan de la Cuesta, 1620, comedia en prosa, y Madrid: por Luis Sánchez, a costa de Andrés de Carrasquilla..., 1621.
- La sabia flora (1621), comedia en prosa.
- Galán tramposo y pobre, comedia en verso.

### Lírica
- Romancero universal, 1613, inédito y perdido,quizá no sea obra suya sino una antología.
- Rimas castellanas (Madrid: Viuda de Alonso Martín, 1618)
- Los triunfos de la beata Soror Iuana de la Cruz: en verso heroyco. Madrid: viuda de Cosme Delgado, a costa de Andrés de Carrasquilla, 1621.

### Otros
- Tratado poético de la esfera (1609), incluido en Patrona de Madrid restitoyda. Poema heroyco, Madrid, 1609.